# Emiliano Marcondes
Emiliano Marcondes Camargo Hansen (født 9. marts 1995 i Hvidovre, Danmark) er en dansk fodboldspiller, der spiller for Norwich City, som ligger i den næstbedste engelske række, EFL League Championship.
Marcondes har en dansk far og en brasiliansk mor.

## Klubkarriere

### FC Nordsjælland
Marcondes kom til FCN fra Hvidovre IF som 15-årig i 2011. Han underskrev en 3-årig kontrakt med FCN.
Trods sine 17 år, spillede han i hele 2011/12 sæsonen for FCN's U19 trup, og i mod slutningen af sæsonen, kom han med omkring førsteholdet i klubben, hvor det blev til flere træningskampe mod klubber som FC Twente og tyske Hamburger SV. Bl.a. dette resulterede i, at han 2 år før sit oprindelig kontraktudløb, fik forlænget sin kontrakt yderligere, så den nu løb indtil sommeren 2015. Emiliano var derudover også blevet udtaget til FC Nordsjællands Champions League-trup.
Han fik sin debut for førsteholdet i september 2012, da han spillede en lille time i pokalkampen mod Svebølle B&I.
I oktober 2013 fik Marcondes forlænget sin kontrakt til 2017.
I sommeren 2014 var Marcondes en ud af seks U19 spillere, som blev rykket op til superligatruppen. Inden han blev rykket op, havde han dog allerede spillet 14 ligakampe for FCN, og scoret et enkelt ligamål.

### Brentford
Marcondes underskrev i juli 2017 en forhåndskontrakt med Championship-klubben Brentford på treethalvt år gældende fra januar 2018.

### Bournemouth
Marcondes underskrev i juli 2021 en tre-årig kontrakt med Championship-klubben Bournemouth.

## Hæder og priser
- Alka Superliga Månedens Spiller: November 2017[9]

## Karrierestatistikker
| Klub            | Sæson          | Liga  | Liga | Cup*  | Cup* | Europa** | Europa** | I alt | I alt |
| Klub            | Sæson          | Kampe | Mål  | Kampe | Mål  | Kampe    | Mål      | Kampe | Mål   |
| --------------- | -------------- | ----- | ---- | ----- | ---- | -------- | -------- | ----- | ----- |
| FC Nordsjælland | 2012–13        | 3     | 0    | 0     | 0    | 0        | 0        | 3     | 0     |
| FC Nordsjælland | 2013–14        | 11    | 1    | 1     | 0    | 3        | 0        | 15    | 1     |
| FC Nordsjælland | 2014–15        | 24    | 5    | 0     | 0    | –        | –        | 24    | 5     |
| FC Nordsjælland | 2015–16        | 30    | 2    | 0     | 0    | –        | –        | 30    | 2     |
| FC Nordsjælland | 2016–17        | 25    | 12   | 0     | 0    | –        | –        | 25    | 12    |
| FC Nordsjælland | 2017–18        | 19    | 17   | 1     | 1    | –        | –        | 20    | 18    |
| FC Nordsjælland | I alt          | 112   | 37   | 2     | 1    | 3        | 0        | 117   | 38    |
| Karriere i alt  | Karriere i alt | 112   | 37   | 2     | 1    | 3        | 0        | 117   | 38    |

*DBU Pokalen
**UEFA Europa League, UEFA Champions League
1. ↑  2 optrædener i UEFA Champions League, 1 optræden i UEFA Europa League.

Oversigten er opdateret til og med kampe spillet 10. december 2017.